# Sainte Suzanne (martyre)
Suzanne est une sainte martyre décapitée pour sa foi chrétienne dans la région de Grand. 

## Hagiographie
Cette pieuse femme vivait dans l'ancien pagus Bleonensis en Belgica secunda, actuelle Champagne. Elle est vénérée dans l'ancien diocèse de Toul en Lorraine. Cette sœur en religion d'Euchaire, d'Élophe et de Libaire serait morte le 11 octobre 362 à la suite d'une persécution de l'empereur Julien. Elle est fêtée le 11 octobre dans l'ancienne liturgie du diocèse de Toul. 
Son nom sancta Suzana est apparu dans les martyrologes de l'abbaye de Poussay et les bréviaires de Toul. C'est la raison pour laquelle, malgré son appartenance au pays blaisois, cette sainte au prénom d'origine sémitique a rejoint la légendaire famille de Baccius et Lientrude installée à Grandesina (Grand).  